# Clovis Vincent
Pour les articles homonymes, voir Vincent.
Clovis Julien Désiré Vincent, né le 26 septembre 1879 à Ingré (Loiret) et mort le 14 novembre 1947 dans le 13e arrondissement de Paris, est un neurologue et neurochirurgien français. Il a été avec Thierry de Martel (1875-1940) l'un des fondateurs de la neurochirurgie en France.

## Carrière
Issu d'une famille de médecins, Clovis Vincent est admis à l'Internat des hôpitaux de Paris en 1903 et en gagne la Médaille d'Or en 1909. Élève du professeur Fulgence Raymond, le successeur de Jean-Martin Charcot, et d'Achille Souques, il a la plus grande admiration pour Joseph Babinski dont il reprendra la notion de pithiatisme pour désigner les troubles fonctionnels sans lésions organiques. En 1910, il soutient sa thèse de doctorat sur les méningites chroniques syphilitiques devant les professeurs Anatole Chauffard, André Broca et Henri Claude en 1910. Il devient médecin des hôpitaux de Paris en 1913.

### La Grande guerre
En août 1914, lorsque la Première Guerre mondiale éclate, il est médecin aide-major de 2e classe dans un corps de brancardier divisionnaire affecté au 46e régiment d'infanterie. Fin février 1915, il participe à la bataille de Vauquois. « Officier admirable et admiré de tous », Il reçoit la Légion d'honneur à titre militaire et la médaille militaire en 1915.

#### Letorpillagedes poilus
En novembre 1915, il est nommé médecin-chef du Centre neurologique de la 9e région militaire, installé dans les bâtiments du lycée Descartes à Tours. 
Les soldats frappés d'obusite, souffrant de ce que l'on nomme aujourd'hui de trouble de stress post-traumatique, étaient, selon la terminologie de Babinsky, qualifiés de « pithiatiques » : sans aucune lésion organique, les paralytiques et les plicaturés n'étaient que des simulateurs qui s'ignoraient. Pour les soigner, Clovis Vincent met au point un  « traitement faradique », plus communément appelé « torpillage » : « Le mot torpillage n'a pas été trouvé par moi », écrit-il en 1916, « ce sont les premiers poilus que j'ai traités et guéris [...] qui ont dit : « Ça vous retourne comme une torpille ». Le mot lancé par eux s'est transmis ensuite de poilus à poilus. » Des chocs électriques de 60 milliampères, mais pouvant aller jusqu'à 100 mA, sont infligés aux soldats plicaturés. Cette pratique, qui sera plus tard qualifiée de « torture », aura beaucoup de succès auprès des autorités militaires qui souhaitent la généraliser dans tous les autres centres : seuls les centres neurologiques de Lyon et de Montpellier, respectivement dirigés par les docteurs Paul Auguste Sollier et Joseph Grasset, refuseront de l'employer. Afin de montrer l'efficacité de la méthode, la Section photographique et cinématographique des armées (SPCA) tournera un film intitulé : Les progrès de la science française au profit des victimes de la guerre, une grande découverte du docteur Vincent.

#### L'affaire du zouave Deschamps
Le 27 mai 1916, lors d'une séance de « torpillage », le zouave Baptiste Deschamps frappe à plusieurs reprises Clovis Vincent et lui fracture le nez. Clovis Vincent réplique et passe à tabac le soldat : cet épisode lui vaudra le surnom de « médecin-boxeur ». Il s'ensuit un procès retentissant, convoqué le 1er août 1916 au conseil de guerre de Tours, que la presse relate en ces termes : « Un soldat peut-il refuser de se faire soigner ? ». L'avocat Paul Meunier défend Deschamps. Le docteur Eugène Doyen témoigne contre la pratique du torpillage. Baptiste Deschamps est finalement condamné à six mois de prison avec sursis. Toutefois, dans son jugement, le tribunal précise que « M. Clovis Vincent a eu tort de torpiller Deschamps par la violence ». Paul Meunier est satisfait : « On peut être tranquille maintenant ; Deschamps ne sera pas torpillé, et nul autre blessé, grâce à lui, ne sera plus jamais torpillé, au moins contre sa volonté ». Désavoué, Clovis Vincent demande à retourner sur le front : il sera affecté, comme médecin-chef, au 44e bataillon de chasseurs à pied, puis dans le 98e régiment d'infanterie et participera à la bataille de la cote 304 et celle du Mort-Homme en août 1917.
En 1928, dans un texte célébrant le cinquantenaire de l'hystérie, André Breton évoquera cette affaire : « Où sont les zouaves torpillés par le Raymond Roussel de la science, Clovis Vincent ? »

### La neurochirurgie
En 1927, il se rend à Boston avec Thierry de Martel afin de rencontrer Harvey Cushing, pionnier de la neurochirurgie. Le professeur Cushing affirmera plus tard, en parlant de Clovis Vincent, « avoir vu opérer le meilleur neurochirurgien du monde ».
En 1933, il fonde le Centre neurochirurgical de La Pitié-Salpêtrière.
Le 19 décembre 1937, le professeur Clovis Vincent tente à Paris une intervention chirurgicale sur le cerveau de Maurice Ravel dans l'hypothèse d'une atteinte tumorale,. Le compositeur se réveille un court moment après l’intervention, puis sombre définitivement dans le coma et meurt quelques jours après. 

### La Résistance
Le 14 juin 1940, lors de l'entrée des troupes allemandes dans Paris, tandis que son ancien collaborateur Thierry de Martel se suicide, « il descend dans la rue le fusil à la main. ».
À partir de 1942, avec Robert Debré et Paul Milliez, il collabore à la mise en place du Comité médical de la Résistance (CMR) qui est présidé par le professeur Louis Pasteur Vallery-Radot.
Clovis Vincent est le parrain de l'historienne et psychanalyste Élisabeth Roudinesco : sa mère Jenny Roudinesco, membre du Comité médical de la Résistance, avait notamment été son interne.

## Citation
- « La neurochirurgie, ce n'est pas seulement l'art d'enlever les tumeurs du cerveau, mais c'est le moyen d'apprendre d'une façon précise les fonctions du cerveau humain ».

## Distinctions
- Légion d'honneur :  commandeur le 7 juillet 1945[3].
- Medaille militaire
- Croix de guerre 1914-1918 (1915)
- Médaille interalliée 1914-1918
- Médaille commémorative de la guerre 1914-1918